# تلعة نزا
تلعة نزا، قرية من قرى محافظة ينبع والتابعة لمنطقة المدينة المنورة في السعودية، تقع في شمال شرق ينبع، بمسافة (40) كم.

## مركز تلعة نزا
مركز تلعة نزا: هو من مراكز فئة (أ).
الموقعيقع المركز في الجزء الشمالي من محافظة ينبع.
المساحةتبلغ مساحته(4.23 كم²)، وتمثل 7,01% من مساحة المحافظة، ويأتي في المرتبة السابعة.[بحاجة لمصدر]
السكانيبلغ تعداد السكان(7,347) نسمة.[بحاجة لمصدر]
بعد المركز عن المحافظةيقع المركز على بعد (50 كم) من المحافظة، ويعتبر المركز في المرتبة الثانية من حيث القرب من مقر المحافظة.